# Santuario degli uccelli del Kongsfjorden
Il santuario degli uccelli del Kongsfjorden (in norvegese Kongsfjorden fuglereservat) è una riserva ornitologica di 140 ettari nell'arcipelago norvegese delle Svalbard, istituito nel 1973.  La riserva è stata riconosciuta come zona umida di importanza internazionale ai sensi della convenzione di Ramsar e come Important Bird Area (IBA) da BirdLife International.

## Territorio
Situato nella parte finale del Kongsfjorden, è composto da una decina di isole (tra cui Mietheholmen, Prins Heinrichøya, Lovénøyane e Eskjeret), caratterizzate generalmente da vegetazione erbosa e piccoli stagni di acqua dolce. Il fiordo è circondato da montagne ripide, scogliere, ghiacciai e tundra.

## Fauna
Ospita popolazioni nidificanti di oche zamperosee e facciabianca, edredoni comuni e re degli edredoni, morette codone, piovanelli violetti, falaropi beccolargo, gabbiani glauchi, labbi codalunga e zigoli delle nevi (con avvistamenti anche di gabbiani d'avorio).